# 999

## Esdeveniments
- 2 d'abril - El papa Silvestre II succeeix a Gregori V.
- Silèsia s'incorpora en el territori de Boleslau I de Polònia.
- Sigmundur Brestisson introdueix el cristianisme a les illes Fèroe.
- Alfons V de Lleó, és proclamat rei.

## Naixements
- Venècia: Pere I d'Hongria, rei d'Hongria. (Mort el 1046)

## Necrològiques
- 7 de febrer - Praga: Boleslau II, duc de Bohèmia.
- 18 de febrer - Roma: Papa Gregori V.
- 16 de desembre - Seltz, Alsàcia: Santa Adelaida d'Itàlia. (nascuda al 931)
- Maredudd ab Owain, rei de Powys i Deheubarth.
- Villanueva del Bierzo, Regne de Lleó: Beremund II, rei de Lleó.